# 1698 w polityce
Wydarzenia polityczne w 1698 roku.

## Zmarli
- 10 listopada Jan Jerzy II, książę Saksonii-Eisenach[1].